# Pellezzano
Pellezzano – miejscowość i gmina we Włoszech, w regionie Kampania, w prowincji Salerno.
Według danych na rok 2004 gminę zamieszkiwało 10 220 osób, 786,2 os./km².